# Saint-Cyr-sur-Loire

Saint-Cyr-sur-Loire este o comună în departamentul Indre-et-Loire, Franța. În 1 ianuarie 2022 avea o populație de 16.766 de locuitori.